# 羅羅亞·索隆
羅羅諾亞·索隆（日语： Roronoa Zoro) 是日本漫畫家尾田榮一郎所創作的少年漫畫《航海王》中的虛構角色，是主角魯夫的第1位夥伴，草帽海賊團二把手兼戰鬥員。他立志成為世界最強劍士，以雙手持刀、嘴上再咬一把刀的三刀流戰鬥風格聞名。
作為作品的重要角色之一，他出現在《航海王》及其改編的大部分動畫、電影、OVA及電子遊戲中。

## 設計
- 姓氏羅羅諾亞取自17世紀時活躍於加勒比海海域的海盜「法蘭索瓦·羅羅內」，名字索隆则取自于小說及電影人物蘇洛。
- 在作品構思初期，尾田榮一郎原本設定索隆這個角色是「小丑」巴其的保鑣，但後來捨棄了這個想法。
- 於漫畫單行本69卷詢問專欄中透露，索隆的原型正是他出道前所畫的短篇集《MONSTERS》的主角「龍馬‧基克」。
- 於漫畫單行本96卷詢問專欄中透露，交代20多年前侍奉和之国大名的“霜月”家族与索隆出身的霜月村关系时提及索隆的身世难道牵涉其中，作者选择继续秘而不宣。
- 於漫畫單行本105卷詢問專欄中透露，其祖母霜月振子是霜月牛丸的姐姐，即是霜月龍馬的後代。家族成員的名字均與賭博有關。

## 人物
索隆是草帽海賊團的第1名成員，亦是魯夫最初的夥伴。原為狩獵海賊的賞金獵人，加入草帽海賊團，草帽海賊團二把手。特徵是一頭綠色短髮、左臂綁著深綠色頭巾（全力戰鬥時會把它繫在頭上）、綠色肚兜和左耳的三只水滴狀耳環，自第二部開始左眼多了一條傷痕。其流派是自創的「三刀流」，雙手持刀之外，口中再咬着一把刀。目前的佩刀為「和道一文字」、「三代鬼徹」和「閻魔」。
他貫徹自己的「武士道」，日復一日堅持嚴苛的身體訓練，從而練就極為強韌的肉體和控制自如的筋力，臂力甚至強勁到能夠將斬擊「劍波化」，亦可在身上無刀時使用「無刀流」。身為武士，索隆在戰鬥當中常身先士卒，受傷的頻率也最高，有幾次甚至承受足以致人於死的重傷。不過嗜睡的索隆也認為「不管多重的傷只要睡覺就會好」，常以「鍛鍊身體時很不方便」為藉口，不等傷勢好轉便逕自拆掉繃帶。
酒量極好，喜歡喝酒，不過索隆聲稱「真正的劍士絕對不能將自己灌醉」。 其最大的缺點是沒有方向感，有時就算有他人指路或跟同伴走在一條路上，也會突然跑到其他地方去，此舉而被之後同盟的羅恥笑。
認為「背上的傷痕是劍士的恥辱」，與此同時，其會特別留意擅長使劍的高手並渴求和對方一較高下。在面對女性對手的時候，索隆多會讓對手看清情勢逃走不加阻攔，抑或在不殺死對方的情況下擊敗或以氣場震懾對手（如龐克哈薩特對上「雪女」莫內）。
由於幼年時期受到競爭對手兼兒時好友克伊娜的影響，索隆對於於羅格鎮偶然邂逅且容貌與性格皆神似克伊娜的海軍達絲琪抱有複雜觀感，兩者見面時也會經常拌嘴，然而在迫於極度危險的情況下，也會和對方聯手作戰對抗敵人的攻勢。
作者於漫畫單行本56卷的SBS專欄中提到性別轉換後的索隆（女版）變成完全只有淑女氣質，對白是「三刀流？咬著刀子牙齒會斷掉啊！」（日语：三刀流？ムリ歯が折れちゃう），尾田亦曾提到草帽海賊團如果是個大家族，那索隆就是家中的長男。索隆在羅賓印象中的花種代表為薊。索隆一天睡眠時間為凌晨4點到早上7點（加上午睡的話），平日會趁著守船時刻小睡一下。

## 能力

### 劍術
索隆的劍法是三刀流，以雙手各持一把刀、嘴上咬第三把刀的架式戰鬥。不過他也能以一把刀或兩把刀戰鬥，甚至是無刀流。在阿拉巴斯坦王國篇他超越自身學會斬鐵。在空島篇他掌握了以劍波進行遠程攻擊的技巧。在司法島篇他將氣勢及鬥氣形成宛如三頭六臂的阿修羅，進而產生實質的九刀流攻擊。
兩年後他能夠運用武裝色霸氣纏繞於劍上，有如黑刀提升攻擊強度。在龐克哈薩特篇時看到錦衛門使用狐火流的戰鬥風格後，後來和之國篇將此招學習並與他自己的劍術結合起來。在和之國篇和King的戰鬥中，覺醒霸王色霸氣，能夠使用「閻王三刀流」。　

### 佩劍
目前的佩劍如下：
- 和道一文字（Wado Ichimonji）

大業物二十一工之一，為和之國鍛刀匠霜月耕三郎的作品。價值1千萬貝里以上，與作為大業物的內在價值相反，外觀則是相當的樸素，外行人甚至會誤認成隨手可得的普通刀。原為道場老師霜月耕四郎的女兒霜月古伊娜所持有，在她死後得耕四郎的准許得到此刀，被索隆稱為「約定之刀」，因為索隆發誓要讓這把刀伴隨著他，一直到他成為了世界第一大劍豪。
為克伊娜的爺爺「霜月耕三郎」所打造的作品之一。
- 三代鬼徹（Kitetsu III）

索隆在羅格鎮的武器店中找到的刀，為和之國鍛刀匠天狗山飛徹（光月鋤燒）的作品，位階為「業物」，因為過去擁有鬼徹的劍士均死於非命的「妖刀」傳聞，使得老闆基於良心而不願將之售出。而索隆在得悉此為妖刀後，仍以自身的運氣與之比試並勝出，武器店老闆賣一刀遂將此刀免費贈與索隆。因為過於鋒利，曾被索隆戲稱為「不聽話的問題兒童」。
- 閻魔（Enma）

大業物二十一工之一，為刀匠霜月耕三郎的作品。原為已故和之國大名光月御田的佩刀之一。御田生前立矚將此刀傳給愛女光月日和，由和之國鍛刀匠天狗山飛徹代為保管20年；和之國篇時，日和對索隆要求以此刀交換秋水。此刀會擅自釋放使用者的「流櫻」，產生超越控制的「猛斬」，普通劍士使用會有精力被釋放光而乾枯的危險。索隆能很快適應「閻魔」最大理由，是和他持有白刀「和道一文字」有關，他們是由同一名工匠「霜月耕三郎」所打造。同時也是霜月耕三郎心目中的最高傑作。
以前的佩劍如下：
- 雪走（Yubashiri）【已毀損】[註 5]

良業物五十工之一，柄為漆黑太刀拵，刃為亂刃小丁字，為羅格鎮武器店老闆「賣一刀」的鎮店之寶，由於受索隆與「三代鬼徹」比試運氣之舉所震懾，將此鎮店之寶連同鬼徹免費贈與索隆。因為重量很輕，所以索隆非常喜歡。在逃離司法島時於「猶豫之橋」上，被海軍本部上校修恩用鏽蝕能力毀掉大半刀身；在龍馬的殭屍把自己的配劍「秋水」給予索隆之後，索隆遂將僅剩半截鏽蝕刀身的雪走鄭重安葬位於恐怖三桅帆船的倫巴海賊團之墓前。
- 秋水（Shusui）【已交還】

大業物二十一工之一，黑刀。傳說中出身和之國的「斬龍武士」霜月龍馬腰間的名刀。龍馬過世後，其遺體連同秋水被不明人士（疑似是摩利亞）給盜竊走，兩者輾轉到了恐怖三桅帆船的怪人醫師赫古巴庫手裡，將龍馬改造為殭屍將軍用布魯克影子附體並讓他帶著此劍，後來龍馬的殭屍敗給索隆，在逝去前將此劍託付給索隆。由於此劍為和之國的國寶，使和之國武士錦衛門誤將索隆當成過去自和之國盜走秋水及龍馬遺體的人，也有不少有心人士覬覦此劍。目前索隆已將它歸還給光月日和。

### 霸氣
在兩年後，索隆已能使用武裝色霸氣、見聞色霸氣。作者於詢問專欄中說明索隆特別專精於三色中的武裝色霸氣。
在和之國篇中，索隆獲得名刀閻魔。於與King的激戰中，索隆的刀劍釋放出黑色閃電般的氣流，且使附近的百獸海賊團成員除King以外全數暈倒口吐白沫，被視為索隆覺醒霸王色霸氣的象徵。在艾爾帕布篇中，經由前羅渣海賊團船員「山噬」、「海賊王的左手」斯克巴·賈巴的話語中可確認索隆擁有霸王色霸氣。

## 劇中表現
索隆是和之國劍豪霜月龍馬的後裔。55年前，祖母霜月振子與同為霜月一族的霜月耕三郎等共計25人離開和之國，抵達東海的某座島嶼，但是25人裡僅有10人定居該地，耕三郎在當地創建了「霜月村」，振子則在村裡和當地劍士羅羅亞·賓索隆結婚，後兩者所生之子羅羅亞·嵐與盜賊之女緹拉結婚，生下索隆。後來振子與賓索隆離世，母親緹拉在他幼年時期病故，父親嵐則死於與海賊的戰鬥，同時也成為他當初討厭海賊的原因。
索隆自幼便在東海的霜月村拜耕四郎為師，並在其下的道場修習劍術。童年已經相當好戰，擅長二刀流，年僅11歲就擁有足以擊敗成年人的實力；唯獨對於比他年長兩歲、耕四郎的女兒克伊娜卻一勝難求，兩人約定要向世界第一的劍士邁進，但翌日克伊娜卻因摔倒而意外殞命。索隆向耕四郎請求得到克伊娜生前的佩刀「和道一文字」，許願要完成和克伊娜一同許下的夢想，即成為世界第一劍士，讓自己名號響徹雲霄 ，於是索隆便向老師辭別，出發離開了故鄉。之後索隆開始開發其日後代表性的三刀流劍術。

### 第一部
索隆為了尋找「世界第一大劍豪」而出海，卻因找不到回家的路而靠獵捕海賊以換取賞金謀生，並以三刀流的劍術特色與賞金獵人的身份於東方藍獲得「海賊獵人」的外號。但因得罪海軍大佐蒙卡的公子貝魯梅伯而被拘捕，在受到魯夫幫助後，索隆加入了草帽海賊團成為該團的第一個成員，也是草帽團的二把手。
遭遇「鷹眼」
在海上餐廳「巴拉蒂」索隆首次遇上了原先出海的目標，也就是世界第一大劍豪「鷹眼」喬拉可爾·密佛格。索隆主動提出挑戰後，卻被鷹眼使用掛在胸前的十字架小刀輕易擋下攻擊並刺中胸口，鷹眼問其為何不後退，索隆表示後退的話等同否定一直以來的所有誓言與決心，鷹眼則說會記住索隆的名字，並收起小刀換成世界最強黑刀—夜，以劍士的禮儀回敬並收拾掉他，隨後索隆使用「三刀流奧義·三千世界」攻向鷹眼，除了和道一文字之外的兩把刀皆斷裂，索隆自知已敗後將刀收起，張開雙手面向鷹眼，讓其在自己胸前給予致命一刀，同時也獲得鷹眼的賞識，並表示不管經過多少年都將會在世界第一的位子上等著索隆前來超越，而重傷躺地的索隆則朝天舉刀向魯夫發誓自己在擊敗鷹眼之前絕對不會再輸。
偉大航道
在阿拉巴斯坦篇擊敗達茲波尼斯後首次被懸賞，金額為6,000萬貝里。在司法島篇與世界政府作對且擊敗卡古而攀升至1億2,000萬貝里。在恐怖三桅帆船篇打倒「劍俠鼻唄」布魯克的影子將軍殭屍龍馬，得到名刀秋水，再與夥伴們合力打倒王下七武海之一的月光摩利亞，緊接又遭遇另一名七武海成員「暴君」巴索羅繆·大熊，但海賊團成員皆已在先前的戰鬥當中氣力放盡，索隆便和「暴君」大熊做了交易，承受船長魯夫於此戰中所受到的一切痛楚與疲勞，讓所有人撿回了一命。
在夏波帝諸島與夥伴分散後，索隆被大熊彈飛至克拉伊咖那島，遇見先前的敵人「幽靈公主」培羅娜和「鷹眼」密佛格，便跪求「鷹眼」教導他劍術，「鷹眼」亦看出了索隆的決心，決定讓索隆傷勢痊癒後展開劍術訓練。

### 第二部
兩年後，索隆在培羅娜的幫助下和夥伴於夏波帝諸島會合。兩年後的索隆頭髮略有變長，並且將頭髮向後梳，左眼多了條傷疤。第一個回到夏波帝諸島，令香吉士感到相當驚訝，並戲稱「重新出發後大海又會很不平靜」。
在魚人島，索隆在皇宮「龍宮城」一度擊敗荷帝·瓊斯，之後遭新魚人海賊團所擒。脫困後，在大戰中打敗新魚人海賊團的殺手劍士藍藏，一行人解決魚人島的危機。
在龐克哈薩特，攜手如今已晉升海軍大佐的達絲琪，一起打倒了研究所祕書莫內。
在多雷斯羅薩，獨自擊敗幹部之一的皮卡。事件落幕後，懸賞金增為3億2,000萬貝里，也是此次事件中懸賞金增加最多的海賊。
和之國三部曲
索隆與和之國武士錦衛門等人結夥前往和之國，在錦衛門的要求下，眾人皆化名喬裝打入當地社群，索隆的假身分則是浪人「索隆十郎」。之後，因為隨身攜帶和之國傳說劍豪龍馬的愛刀秋水，被覬覦秋水的和之國奉行藉口短暫拘捕，被要求切腹自盡反將其砍傷離開。回到九里拯救被追捕的阿鶴，途中遇到帶著阿玉尋醫的魯夫，因為騷動而遭「魔術師」霍金斯追殺，因為顧慮阿玉，而先前往博羅鎮。因阿玉被赫戴姆抓走，在阿菊的帶領下，與魯夫殺進博羅鎮，在魯夫擊敗赫戴姆搶回阿玉後，一同帶走糧食寶船，將所有的食物全數贈與破落鎮的居民。之後因迷路而受到霜月康家的引導來道財神鎮，受到居民的歡迎。在鈴後橋上被牛鬼丸纏上，並被搶走秋水，偶遇光月日和與小南的求救，對上追殺的「斬人魔」鐮藏，在被兩位高手難纏的夾殺，身中一刀的索隆用「煉獄鬼斬」擊敗鐮藏而餓昏迷。被光月日和救起，得知其秘密，受到日和的愛慕，得知康家被處刑，跟在小南與光月日和後保護她們，因為霜月康家之死與財神鎮的真相，欲下手擊殺黑炭大蛇，卻被狂死郎阻擋而未果，再次救下小南和光月日和，因為與光月日和的親密動作，被香吉士投以嫉妒的眼神。
在金色神樂宴會當晚潛入鬼島，在宴會會場中央擊倒百獸海賊團的雜兵，遇到被百獸海賊團幹部們圍剿的「赤旗」多雷古要求合作，但因不信任身為飛六胞一員的多雷古並與其交戰，在多雷古的誠心解釋後，加上「海鳴」亞普的介入，於是決定與多雷古短暫聯手，以一刀流一擊擊倒被QUEEN託付拿有冰鬼病毒解藥的亞普，將冰鬼解藥交給喬巴。後來受到「不死鳥」馬可的幫助飛往鬼島屋頂，與魯夫等超新星共5人與「百獸」海道和「BIG MOM」夏洛特·莉莉兩位四皇進行決戰。戰鬥中手持閻魔的索隆數次使海道在其身上見到光月御田的身影與之重疊，也使得BIG MOM大喊提醒海道必須避開索隆使用閻魔所發出的攻擊，幾次斬擊下來也對海道造成傷害。之後索隆一人挺身而出扛下了海道與BIG MOM的雙皇合體攻擊技「霸海」，給了羅使用能力瞬移所有人躲開此大招的數秒緩衝時間，基德也因此罕見地向索隆道謝，而羅認為接下此招的索隆應該已全身骨折。在魯夫與海道交手的期間，索隆撐著傷重的身軀阻止普羅米修斯前往營救正掉下鬼島的BIG MOM，而在魯夫被海道擊暈昏厥之時，索隆向羅交代完「之後的事就交給你了」後，便使出當下自身極限的「鬼氣九刀流·阿修羅·拔劍·亡者戲」，在海道胸前留下一道深刻足以留疤的傷勢，海道驚訝地疑問道：「難道你也有霸王色？」，索隆表示自己並不知道後傷重倒下，隨後羅使用能力將索隆一同帶離鬼島屋頂，兩人瞬移至於宅邸內正巧落於香吉士身上，羅交代香吉士要把索隆固定包紮後便離去尋找BIG MOM。香吉士將索隆包成十字形狀，於宅邸內尋找喬巴為索隆治療。在會場找到正以怪物型態與QUEEN苦戰的喬巴後，香吉士與喬巴交換接手與QUEEN的戰鬥。變小後的喬巴與米牙基醫生討論純毛族「超強力回復藥」的副作用，雖然能短時間內迅速復原身體的所有損傷，但藥效過後使用者將受到原本傷勢的數倍疼痛，索隆為了能夠繼續戰鬥而決意注射。在索隆傷勢尚未復原期間，KING下令百獸海賊團要在索隆恢復前解決掉他，而武士們與部份因阿玉能力而倒戈的給賦者則協助保護索隆等人，「不死鳥」馬可也與香吉士協同對付KING與QUEEN以拖延時間。在混戰中馬可表示自己戰鬥的已經足夠並且該換「大咖」登場，滿血復活的索隆與香吉士共同與百獸海賊團招牌大將的「三大災禍」KING和QUEEN展開最終決戰。
索隆在會場與「火禍」KING對戰時，於會場一旁觀戰的河松與豹五郎老大聊及索隆的外型和揮刀姿勢都與年少時的「鈴後大名」霜月牛丸一模一樣，甚至也與牛丸先祖刀神龍馬同為「獨眼武士」。與KING戰鬥期間索隆破壞了KING面具的左側額頭一部分，使得不想被人看見真面目的KING大怒，並以人獸型大範圍無差別攻擊，甚至將索隆擊出宅邸之外差點掉下鬼島，兩人皆怒目表示絕不饒了對方。戰鬥途中閻魔幾次突然大量吸取索隆的霸氣，致使影響索隆出現破綻而處於下風，而索隆回憶起兒時在霜月村岸邊認識的一名老爺爺，即是索隆啟蒙師父耕四郎之父—霜月耕三郎，童年與之的對話使得索隆理解了名刀的意義，得知了閻魔即是耕三郎此生最傑出的作品，也明白了此刻是閻魔對於自己的試煉，於是索隆不再抑制自身的霸氣，同時覺醒了霸王色霸氣，震暈了附近的百獸海賊團的雜兵，而霸王色霸氣也直接纏繞在三把刀上，此霸王色纏繞的狀態下索隆稱為「閻王三刀流」，而KING問道：「原來如此，想成為王嗎？」，索隆回：「啊？……是啊，這是我與船長(魯夫)和摯友(克伊娜)的約定！」，最後以「閻王三刀龍·一百三情·飛龍侍極」正面突破KING的「御守火龍皇」，斬斷了KING的一邊翅膀，擊敗了懸賞金13億9000萬的「火禍」KING，也決心要在勝過大劍豪「鷹眼」之前，為了魯夫而成為「地獄之王」。索隆從空中落地後也因藥物副作用及新的傷勢而倒下昏迷，甚至於昏迷期間見到了手持大鐮刀的骷髏死神步步逼近，而昏迷不醒的索隆也被趕到現場的「鐵人」佛朗基帶離，在大戰後7天也與魯夫一同甦醒，並猛烈地大口喝著酒，顯示已恢復了精神，當天即開辦和之國盛大的宴會。
科學島

## 其他媒體
- 2023年影集《ONE PIECE》，由新田真劍佑飾演

## 備註
1. ↑  作者曾在SBS專欄中提及，「索隆」的日文發音接近日文骰子遊戲的「雙六」，也就是兩個同點，由此決定了這個生日日期；多數其他角色，如娜美、香吉士的生日主要根據角色名字日文的諧音，寄信給作者尾田榮一郎之後，由尾田在SBS專欄中宣布決定。
2. ↑  不過除了三刀流以外，他同時也會用二刀流及一刀流。
3. ↑  原漫畫正式發出時，懸賞金為11億1,100貝里。後官方在推特上將懸賞金修改為11億1,100萬貝里
4. ↑  此為和之國對武裝色霸氣的稱謂。
5. ↑  其實自索隆出海以來毀損的劍有數把以上，但其中有提及名稱的僅有雪走一把
6. ↑  在598話彩頁中索隆的傷疤設定在右眼，但實際設定卻是左眼，作者尾田榮一郎在《周刊少年JUMP》作者專欄中向讀者致歉，並解釋是自己手滑導致的筆誤。
7. ↑  類似「太陽打西邊出來」、「天要下紅雨」之意。